# Liste de plantes endémiques de Tunisie
Cette liste de plantes endémiques de Tunisie comprend 26 espèces et treize sous-espèces. Une plante est dite endémique de Tunisie lorsqu'elle n'est présente à l'état indigène que dans ce pays. Ne sont listées ici que des endémiques tunisiennes strictes, alors que certaines statistiques incluent des endémiques tuniso-algériennes, tuniso-libyennes, tuniso-italiennes, etc.
La liste a été établie à partir des références suivantes :
- les plantes endémiques de la Tunisie de Neffati et al. 1999 ;
- le catalogue synonymique de la flore de Tunisie de Le Floc'h, Boulos et Véla 2010 ;
- la Base de données des plantes d'Afrique ;
- la check-list des endémiques et spécimens types de la flore vasculaire de l'Afrique du Nord de Oualidi et al. 2012.

## Espèces endémiques
- Arabis tunetana[2] Murb.

Pentes herbeuses des montagnes de la dorsale tunisienne : Djebel Zaghouan, Djebel Bargou, Djebel Serj et Djebel Kessera.
- Bellevalia galitensis Bocchieri & Mossa

Îles de La Galite.
- Clematis tunisiatica W. T. Wang

Aïn Draham.
- Ferula tunetana Pomel ex Batt[6]

Bords des champs et lieux sablonneux salés : El Jem, Aïn Cherichera, entre Kairouan et l'oued Bayla, et Chebba dans le Centre ; bord nord du chott el-Fejaj, Matmata et Moularès dans le Sud.
- Galium olivetorum Le Houér[8]

Très commune dans les olivettes de Zarzis sur sol sablonneux profond.
- Lathyrus brachyodon Murb.

Kroumirie: Aïn Draham et Djebel Bir.
- Limonium boitardii Maire[11]

Terrains plus ou moins salés du Nord-Est : Bizerte et base du Djebel Ichkeul.
- Limonium elfahsianum Brullo & Giusso[13]

Collines marneuses d'El Fahs et Testour.
- Limonium formosum Bartolo, Brullo & Giusso[15]

Frange côtière de l'île de Djerba sur sols sableux recouvrant des sables indurés.
- Limonium zembrae Pignatti.

Île de Zembra.
- Linaria paradoxa Murb.

Champs argileux près de Kairouan, Menzel Mehiri et Gabès.
- Lomelosia robertii (Barratte) Greuter & Burdet

Remplaçant Scabiosa crenata subsp. robertii (Barratte) Pott.-Alap.
Dorsale tunisienne : entre les ruines de Thélepte et Fériana
- Marrubium aschersonii P. Magnus

Décombres, lieux sablonneux et humides : entre Aïn Ouled Sebaa et Tabarka en Kroumirie ; Menzel Jemil et Hammam Lif dans le Nord-Est ; Sousse, Sfax et Sidi Bouzid dans le Centre ; Djerba et Matmata dans le Sud.
- Odontites citrinus Bolliger

Cap Blanc.
- Poa lehoueroui Dobignard & Portal

Steppe sablonneuse près de Redeyef.
- Rostraria litorea (All.) Holub

= Koeleria pubescens var. mucronata (Trab.) Maire = Koeleria mucronata Trab
Dunes et sables littoraux dans le Nord-Est (Bizerte, île Plane et Cani) et dans le Cap Bon (Hammamet et Soliman).
- Rumex tunetanus Barratte & Murb[23]

En danger critique d'extinction.
Bords de la Garâa Sejnane.
- Silene barrattei Murb.

Sables généralement maritimes : Bizerte dans le Nord-Est ; Zembra, Grombalia, Mraïssa et Hammamet  au Cap Bon ; Hergla, Sousse, Sbeïtla dans le Centre ; Gafsa dans le Sud.
- Sixalix thysdrusiana (Le Houér.) Greuter & Burdet

Remplaçant Scabiosa atropurpurea subsp. thysdrusiana (Le Houér.) Pott.-Alap.
Croûtes gypseuses du Sahel : El Jem, Kerker, El Hencha, Agareb, etc.
- Teucrium alopecurus de Noé

Steppes rocailleuses du Sud tunisien : Matmata, Ghomrassen, Tataouine, Douiret, etc.
- Teucrium nablii S. Puech

Djebel Bou Hedma au Sud de Meknassy.
- Teucrium radicans Bonnet & Barratte

Coteaux pierreux et broussailleux près d'Amoïza et Bellif, au nord-est du cap Negro.
- Teucrium sauvagei Le Houér[28]

Plante très commune dans les steppes sablonneuses du Centre et du Sud : Sidi Bouzid, Sfax, Gafsa, Gabès, Tataouine, Ben Gardane, Remada, etc.
- Teucrium schoenenbergeri Nabli

Djebel Ichkeul.
- Thymelaea sempervirens Murb.

Rochers calcaires des ravins arides entre Ksar Sakkel et Bir Saad.

## Sous-espèces endémiques
- Artemisia campestris subsp. cinerea Le Houér[31].
- Dianthus cintranus subsp. byzacenus (Burollet) Greuter & Burdet

Remplaçant Dianthus gaditanus subsp. byzacenus (Burollet) Maire
Répandu dans les pâturages rocailleux et surtout montagneux : Hammam Sousse, Sidi El Hani, Zéramdine, Sidi Bouzid, Hajeb El Ayoun, Fériana et Sbeïtla dans le Centre ; Djebel Kessera, Djebel Mrhila et Djebel Chambi dans la dorsale tunisienne ; Djebel El Attig et Matmata dans le Sud.
- Dianthus rupicola subsp. hermaeensis (Coss.) O. Bolòs & Vigo

Synonyme de la variété Dianthus rupicola var. hermaeensis (Coss.) F. N. Williams
- Helianthemum crassifolium subsp. djeniense Le Houér.

Dans l'extrême Sud tunisien : Djeneien et Merazigue.
- Helianthemum virgatum subsp. africanum (Murb.) Dobignard

Helianthemum semiglabrum var. africanum Murb
Pâturages rocailleux de la dorsale tunisienne : Djebel Serj, Makthar, Kesra, Jérissa et Kalaa el Harrat.
- Hypericum ericoides subsp. robertii (Batt.) Maire & Wilczek

Dans les fissures des rochers : entre Fériana et Thélepte dans le Centre ; Djebel Chambi, Djebel Khcham El Kalb, Djebel Semmama et Djebel Atra dans la dorsale tunisienne.
- Linaria reflexa subsp. doumetii (Bonnet & Barratte) D. A. Sutton

Linaria reflexa var. doumetii Bonnet & Barratte (1896)
Djebel Zaghouan.
- Linaria virgata subsp. tunetana Murb.

Dans les champs ou au bord des chemins de la dorsale tunisienne : Kalaa el Harrat, Makthar et Souk el Jemaa.
- Ophrys atlantica subsp hayekii (Fleishmann & Soó) Soó

Ce taxon semble éteint, puisqu'il n'a pas été revu dans l'unique station tunisienne connue dans le Djebel Boukornine.
- Sideritis incana subsp. tunetana Murb.

Pelouses arides et pinèdes claires : Djebel Chambi, Djebel Serj et Djebel Bireno dans la dorsale tunisienne ; Sidi Bouzid dans le Centre ; Métlaoui dans le Sud.
- Stipa lagascae subsp. letourneuxii (Trab.) Maire

Stipa letourneuxii Trab. (basionyme)
Dans les steppes et pâturages pierreux de la dorsale tunisienne, entre Kanguet Douara et Fériana.
- Teucrium luteum subsp. gabesianum (S. Puech) Greuter & Burdet

Bordj Toual au Sud-Ouest de Gabès et dans les Kerkennah
- Trifolium squarrosum subsp. tunetanum (Murb.) Maire

Trifolium tunetanum Murb.
Dans les coteaux calcaires au Sud-Est du Kef.

## Plantes pour lesquelles un doute existe quant à l'endémisme
- Bellevalia mauritanica var. tunetana Batt[43]. n'est pas reconnue comme sous-espèce par les auteurs de la Base de données des plantes d'Afrique[44]. Jules-Aimé Battandier[45] distinguait cette variété de l'espèce par la longueur des pédicelles et la couleur blanche des fleurs.
- Centaurea nicaeensis var. kroumirensis (Coss.) Batt., donné comme endémique par Oualidi et al. 2012, est rejeté par la Base de données des plantes d'Afrique[46] au profit de Centaurea sicula subsp. kroumirensis (Coss.) Dobignard. Ce taxon est lui-même repris comme endémique par Oualidi et al. 2012 mais la Base de données des plantes d'Afrique[47] mentionne une présence possible en Algérie. Battandier et Louis Charles Trabut, dans leur Flore de l'Algérie[48], écrivaient déjà que Centaurea kroumirensis Coss., le basionyme, devait être présent dans l'Est de l'Algérie.
- Elaeoselinum tunetanum Brullo & al. est donné comme endémique par Oualidi et al. 2012 mais Le Floc'h, Boulos et Véla 2010[49] doutaient de la réalité du taxon.

- Le Floc'h, Boulos et Véla 2010 pensent que les Limonium suivants sont de fait, ou très probablement, des micro-espèces ou des écomorphes d'espèces déjà décrites et morphologiquement très variables.
  - Limonium cercinense Brullo & Erben
  - Limonium clupeanum Brullo & Erben
  - Limonium comosum Erben
  - Limonium confertum Brullo & Erben.
  - Limonium hipponense Brullo & Erben
  - Limonium intricatum Brullo & Erben
  - Limonium kairouanum Brullo & Erben
  - Limonium korbousense Brullo & Erben
  - Limonium lacertosum Brullo & Erben
  - Limonium menigense Brullo & Erben
  - Limonium neapolense Brullo & Erben
  - Limonium oblanceolatum Brullo & Erben
  - Limonium punicum Brullo & Erben
  - Limonium serratum Brullo & Erben
  - Limonium tacapense Brullo & Erben
  - Limonium thaenicum Brullo & Erben
  - Limonium tritonianum Brullo & Erben
  - Limonium xerophilum Brullo & Erben
  - Limonium zeugitanum Brullo & Erben
- Oncostema maireana Brullo, Giusso & Terrasi n'est pas validé par Le Floc'h, Boulos et Véla 2010[50], qui souhaitent des précisions taxonomiques.
- Pancratium foetidum var. tunetanum Batt. (1919) est considérée comme une variété par Le Floc'h, Boulos et Véla 2010 mais pas dans la Base de données des plantes d'Afrique[51].

## Plantes n'étant plus considérées comme endémiques tunisiennes
Quelques plantes mentionnées dans la liste de Neffati et al. 1999 ou Oualidi et al. 2012 ne sont plus considérées comme endémiques tunisiennes selon la Base de données des plantes d'Afrique ou selon leur type.
- Agrostis tibestica Miré & Quézel, non mentionné dans Le Floc'h, Boulos et Véla 2010 et son type a été récolté au Tchad.
- Astragalus cruciatus subsp. aristidis (Coss.) Batt., élevée au rang d'espèce Astragalus saharae Pomel, est également présente au Maroc et en Algérie.
- Calendula suffruticosa subsp. tunetana (Cuenod) Pott.-Alap., remplacée par Calendula suffruticosa Vahl, est également présente au Maroc et en Algérie.
- Calligonum arich Le Houér. est également présente en Libye.
- Crepis juvenalis (Delile) F. W. Schultz est présente également à Tenerife[53].
- Galactites mutabilis est également présente en Algérie.
- Galium columellum Ehrenb. ex Boiss. (1875) est rejeté au profit de Valantia lanata Delile ex Coss., espèce également présente en Libye et en Égypte[54].
- Genista capitellata Coss. = Genista capitellata var. tunetana (Coss.) Bonnet & Baratte (1914) est également présente ailleurs en Afrique du Nord.
- Helianthemum gonzalezferreri A. Marrero est également présente à Lanzarote[53] et sa présence en Tunisie doit de toute façon être sourcée.
- Hippocrepis brevipetala (Murb.) E. Domínguez = Hippocrepis minor subsp. brevipetala (Murb.) Maire est également présente en Algérie.
- Limonium rubescens Brullo & Erben est également présent en Tripolitaine (Libye) et dans l'Est de l'Algérie, dans les milieux salés et secs ou temporairement submergés[55].
- Linaria virgata (Poir.) Desf. subsp. tunetana Murb., puisque le type[56] a été récolté en Libye.
- Misopates microcarpum (Pomel) D. A. Sutton, synonyme valide de Antirrhinum orontium var. microcarpum (Pomel) Bonnet & Barratte (1896) est également présente au Maroc, en Algérie, en Égypte et en Somalie.
- Ononis angustissima subsp. filifolia Murb. = Ononis natrix subsp. filifolia (Murb.) Sirj. est également présente en Algérie.
- Onopordum nervosum subsp. platylepis Murb. est remplacée par Onopordum platylepis (Murb.) Murb., également présente en Algérie et en Libye.
- Ophrys carpitana M. R. Lowe, Gügel & Kreutz est rejeté par la Base de données des plantes d'Afrique[57] au profit de Ophrys flammeola P. Delforge, également présente en Sicile[58].
- Ophrys obaesa Lojac. est rejetée au profit de Ophrys funerea Viv., présente également en Corse[59].
- Plantago tunetana Murb. est une endémique tuniso-algérienne selon Pierre Quézel et Sébastien Santa[60].
- Polygala rupestris var. oxycoccoides (Desf.) Chodat = Polygala rupestris subsp. oxycoccoides (Desf.) Chodat n'est plus considérée comme présente en Tunisie.
- Rosmarinus officinalis var. troglodytarum Maire & Weiller et Sinapis pubescens var. brachyloba Coss. ne sont plus considérées comme des variétés. Rosmarinus officinalis et Sinapis pubescens sont largement répandues dans le bassin méditerranéen.
- Rupicapnos numidica subsp. caput-plataleae (Pomel) Maire est regroupé à Rupicapnos numidica subsp. delicatula (Pomel) Maire, une espèce saharienne.
- Serapias lingua subsp. tunetana B. Baumann & H. Baumann est à ce jour validé par la Base de données des plantes d'Afrique[61] mais remis en cause par Le Floc'h, Boulos et Véla 2010 au profit de Serapias strictiflora Welwitsch ex Veiga, plante présente en France, au Portugal et en Afrique du Nord.
- Sixalix farinosa (Coss.) Greuter & Burdet = Scabiosa farinosa Coss. est également présente en Algérie[62].

## Analyse
La flore vasculaire tunisienne comporterait 2 162 espèces. Le taux d'endémisme est donc de 1,8 %, ce qui est très faible au regard des autres pays du Maghreb : Maroc (17 %), Algérie (8 %), Libye (7,3 %) et Égypte (3,5 %). L'absence de hautes montagnes en Tunisie, qui favorisent l'endémisme en Algérie et au Maroc, en serait la raison.
Une espèce est en danger critique d'extinction selon l'UICN et une sous-espèce semble avoir disparu.